# تصنيف مالامباتي

تصنيف مالامباتي

تصنيف مالامباتي (بالإنجليزية: Mallampati classification)‏ أو حرز مالامباتي (بالإنجليزية: Mallampati score) أو معيار مالامباتي هو تصنيف ابتكره طبيب التخدير شيشاجري مالامباتي، يستخدم في اختبار وتقييم مدى سهولة تركيب أنبوب حنجري للمرضى، يساعد الاختبار على قياس المسافة بين قاعدة اللسان وسقف جوف الفم بما يعطي فكرة عن المساحة المتاحة لطبيب التخدير لادخال المنظار الحنجري والقيام بعملية التنبيب، وبالتالي يمكن التصنيف طبيب التخدير من اتخاذ الاحتياطات اللازمة في حالة وجود صعوبة متوقعة في تركيب الأنبوب الحنجري خصوصاً مع الدرجات الثالثة والرابعة.

## كيفية الاختبار
يتم التقييم واعطاء النقاط بعد فحص المريض، حيث يطلب من المريض الجلوس وفتح فمه مع إخراج لسانه بأقصى قدر مستطاع، من ثم يقوم طبيب التخدير بتفحص البنية التشريحية لتجويف الفم باستخدام مصدر ضوئي، يتعين على الطبيب فحص إمكانية رؤية قاعدة اللهاة و الأعمدة الحلقية المتواجدة خلف وأمام اللوزتين بالإضافة إلى شراع الحنك، ثم يقوم باعطاء نقاط لكل منها ومن ثم الحصول على نتيجة يمكن بتفسيرها معرفة مدى سهولة التنبيب.

## حساب النتيجة
شمل التصنيف الأصلي ثلاث درجات فقط:
- الدرجة الأولى: يمكن رؤية شراع الحنك والأعمدة الحلقية واللهاة.
- الدرجة الثانية: يمكن رؤية شراع الحنك والأعمدة الحلقية، لكن لا يمكن رؤية اللهاة حيث يتم التغطية عليها بقاعدة اللسان.
- الدرجة الثالثة: يمكن رؤية شراع الحنك فقط.[2]

في التعديل الأحدث لتصنيف مالامباتي تم حساب النتيجة بناء على إمكانية الرؤية كالتالي:
- الدرجة الأولى: يمكن رؤية شراع الحنك والأعمدة الحلقية واللهاة.
- الدرجة الثانية: يمكن رؤية شراع الحنك والأعمدة الحلقية فقط.
- الدرجة الثالثة: يمكن رؤية شراع الحنك وقاعدة اللهاة فقط.
- الدرجة الرابعة: يمكن رؤية الحنك الصلب فقط.
- يضيف البعض الدرجة الصفرية وفيها يمكن رؤية لسان المزمار بالعين المجردة.[3]

## الأهمية الطبية
تصنف الدرجات الصفرية والأولى والثانية على تصنيف مالامباتي بأن أصحابها يمكن تركيب الأنابيب الحنجرية فيهم بسهولة، بينما يصعب تركيبها في الدرجات الثالثة والرابعة، ويستلزم على طبيب التخدير في هذه الحالة اتخاذ اجراءات احترازية للتغلب على صعوبة التنبيب المتوقعة.

## العيوب
بينما يعطي التصنيف تقييماً جيداً لسهولة التنبيب إلا أنه لا يعد تقييماً يمكن الاعتماد عليه في قياس إمكانية التهوية باستخدام القناع الوجهي قبل القيام بعملية التنبيب، كما يضاف للعيوب عدم ملاءمة الاختبار لمرضى الإصابات أو الحالات التي لا يمكن للمريض الجلوس فيها خصوصاً حالات كسور الفقرات العنقية والتي تتطلب تجنب تحريك المريض، لذلك خلصت بعض الدراسات إلى إمكانية الاستعانة باختبارات أخرى لتقييم إمكانية التهوية مع القيام باختبار مالامباتي للوصول إلى تقييم أفضل للمريض قبل الشروع في عملية التنبيب.